# Gmina Kluczbork
Die Gmina Kluczbork [ˈkluʤbɔrk] ist eine Stadt- und Landgemeinde Kluczbork im Powiat Kluczborski der Woiwodschaft Opole in Polen. Sitz des Powiats und der Gemeinde ist die gleichnamige Stadt (deutsch: Kreuzburg O.S., 1945–1946: Kluczborek) mit etwa 24.000 Einwohnern.

## Geographie
Die Gemeinde liegt im Norden von Oberschlesien, etwa 30 Kilometer nordöstlich von Opole (Oppeln). Zu den Fließgewässern gehört die Stobrawa (Stober), ein Zufluss der Oder.

## Geschichte
Das Gemeindegebiet kam 1950 zur Woiwodschaft Opole, die ihren Zuschnitt bis 1999 mehrfach geändert hat. Mit Eingemeindung der 23 unten genannten Dörfer erhielt die Gemeinde 1973 ihren heutigen Status. Der Powiat Kluczborski wurde 1999 wieder eingerichtet.

### Einwohnerentwicklung
| Jahr | Einwohner |
| ---- | --------- |
| 1995 | 26.829    |
| 2000 | 26.799    |
| 2005 | 26.027    |
| 2010 |           |
| 2016 | 24.000    |

## Politik

### Bürgermeister
An der Spitze der Stadtverwaltung steht der Bürgermeister. Dies ist Jarosław Kielar. Die turnusmäßige Wahl im April 2024 führte zu folgendem Ergebnis:
- Jarosław Kielar (Wahlkomitee „Kluczborski Land“) 67,6 % der Stimmen
- Piotr Pośpiech (Wahlkomitee „Von hier kommen wir“) 32,4 % der Stimmen

Damit wurde der Amtsinhaber Jarosław Kielar erneut bereits im ersten Wahlgang wiedergewählt.
Die turnusmäßige Wahl im Oktober 2018 führte zu folgendem Ergebnis:
- Jarosław Kielar (Wahlkomitee der Region Kluczbork) 77,8 % der Stimmen
- Stanisław Konarski (Wahlkomitee Stanisław Konarski) 22,2 % der Stimmen

Damit wurde der Amtsinhaber Jarosław Kielar bereits im ersten Wahlgang wiedergewählt.

### Stadtrat
Der Stadtrat besteht aus 21 Mitgliedern und wird von der Bevölkerung gewählt. Die Stadtratswahl 2024 führte zu folgendem Ergebnis:
- Wahlkomitee „Kluczborski Land“ 37,8 % der Stimmen, 9 Sitze
- Wahlkomitee „Von hier kommen wir“ 20,1 % der Stimmen, 5 Sitze
- Prawo i Sprawiedliwość (PiS) 20,3 % der Stimmen, 3 Sitze
- Koalicja Obywatelska (KO) 18,4 % der Stimmen, 4 Sitze
- Übrige 3,7 % der Stimmen, kein Sitz

Die Stadtratswahl 2018 führte zu folgendem Ergebnis:
- Wahlkomitee der Region Kluczbork 48,0 % der Stimmen, 13 Sitze
- Prawo i Sprawiedliwość (PiS) 19,5 % der Stimmen, 4 Sitze
- Koalicja Obywatelska (KO) 15,0 % der Stimmen, 3 Sitze
- Wahlkomitee Stanisław Konarski 10,5 % der Stimmen, 1 Sitz
- Polskie Stronnictwo Ludowe (PSL) 7,0 % der Stimmen, kein Sitz

### Städtepartnerschaften
Die Gemeinde unterhält mit folgenden Städten Partnerschaften:
- Bad Dürkheim (Deutschland)
- Bereschany (Бережани) (Ukraine)

## Gliederung
Die Stadt-und-Land-Gemeinde Kluczbork erstreckt sich auf einer Fläche von 217 km² und gliedert sich neben dem gleichnamigen Hauptort in folgende 23 Dörfer mit Schulzenamt:
- Bażany (Basan, 1936–1945 Wacholdertal)
- Bąków (Bankau)
- Biadacz (Ludwigsdorf)
- Bogacica (Bodland)
- Bogacka Szklarnia (Bodländer Glashütte)
- Bogdańczowice (Wüttendorf)
- Borkowice (Borkowitz, 1936–1945 Borkenwalde)
- Czaple Stare (Alt Tschapel, 1936–1945 Stobertal)
- Gotartów (Gottersdorf)
- Krasków (Kraskau, 1936–1945 Grasenau)
- Krzywizna (Schönwald)
- Kujakowice Dolne (Nieder Kunzendorf)
- Kujakowice Górne (Ober Kunzendorf)
- Kuniów (Kuhnau)
- Ligota Dolna (Nieder Ellguth)
- Ligota Górna (Ober Ellguth)
- Łowkowice (Lowkowitz, 1936–1945 Bienendorf)
- Maciejów (Matzdorf)
- Nowa Bogacica (Karlsgrund)
- Smardy Dolne (Nieder Schmardt)
- Smardy Górne (Ober Schmardt)
- Unieszów (Berthelschütz)
- Żabiniec (Fabianswalde)

Siedlungen und Ortsteile sind:
Brzezinka, Chałupska, Czaple Wolne, Damnik, Dobrzyny, Drogomin, Drzewiec, Gotartów-Ogrodnictwo, Korzeniaki, Krasków-Kolonia, Ligota Zamecka (Schloss Ellguth), Miłoszowice, Zameczek.

## Verkehr
Der Hauptort hat einen Bahnhof an den Bahnstrecken Kalety–Wrocław (mit Halten in Bąków und Smardy), Kluczbork–Poznań (mit Halt in Krzywizna) und Jełowa–Kluczbork (mit Halt in Borkowice). Früher wurde die Bahnstrecke Kędzierzyn-Koźle–Kluczbork betrieben.
Durch die Gemeinde verlaufen drei Landesstraßen, die sich im Hauptort kreuzen: Die DK11 (Kołobrzeg–Bytom), die DK42 (Namysłów–Starachowice) und die DK45 (Praszka–Zabełków).